# Kap Pollock
Kap Pollock ist ein Kap vor der ostantarktischen Georg-V.-Küste. Es liegt am nördlichen Ausläufer von Dixson Island an der Westflanke der Mündung des Ninnis-Gletschers. 
Teilnehmer der Australasiatischen Antarktisexpedition (1911–1914) unter der Leitung des australischen Polarforschers Douglas Mawson entdeckten das Kap. Mawson benannte es nach dem australischen Physiker James Arthur Pollock (1865–1922) von der Universität Sydney, einem Mitglied des Beratergremiums seiner Forschungsreise.